# Парламентские выборы в Науру (2010, апрель)
Досрочные парламентские выборы в Науру прошли 24 апреля 2010 года после роспуска парламента президентом Маркусом Стивеном, что было вызвано постоянными попытками парламента выразить вотум недоверия правительству Стивена.
В выборах участвовало 86 кандидатов, из которых было 8 женщин.

## Избирательная система
В Науру при голосовании использовался модифицированный метод Борда. Голосование проходило в 8 многомандатных избирательных округах.

## Результаты
| Партия                             | Голоса | % | Места |
| ---------------------------------- | ------ | - | ----- |
| Сторонники Маркуса Стивена         |        |   | 9     |
| Прочие                             |        |   | 9     |
| Недействительных/пустых бюллетеней |        | - | -     |
| Всего                              |        |   | 18    |
| Источник: Australia Network News   |        |   |       |

## Последующие события
26 апреля было объявлено, что предварительные результаты показывают, что каждый из 18 членов парламента был переизбран. Это было подтверждено в понедельник 26 апреля, и Парламент провёл первое заседание во вторник 27 апреля, чтобы избрать спикера. Однако все четыре выдвинутых кандидата были отклонены.
На своём третьем заседании 4 мая 2010 года выборы спикеров снова провалились. После 4-й неудачной попытки оппозиция предложила провести ещё одни выборы. После пятой неудачной попытки Стивен предложил провести реформы до досрочных выборов, таких как избрание спикера вне парламента, чтобы выйти из тупика.
В шестой попытке 13 мая 2010 года Годфри Тома был, наконец, избран спикером Парламента. Он немедленно предложил вновь распустить парламент. Поскольку правительство отказалось, 18 мая 2010 года он подал в отставку. Казалось возможным, что два лагеря могут сформировать коалиционное правительство, чтобы выйти из тупика.
В конечном итоге прогресс был достигнут, когда кандидатура правительства в спикеры Парламента Доминика Табуна была одобрена 1 июня 2010 года в двух турах голосования. Непрямые президентские выборы были назначены на 3 июня 2010 года. Затем они были перенесены на 4 июня 2010 года, и когда они снова потерпели неудачу в этот день, Табуна подал в отставку.
После семи недель тупика парламент был распущен 11 июня 2010 года, а досрочные выборы назначены на 19 июня 2010 года.